# Schahriyar (Verwaltungsbezirk)
Schahriyar (persisch شهرستان شهریار) ist ein Schahrestan in der Provinz Teheran im Iran. Er enthält die Stadt Schahriyar, welche die Hauptstadt des Kreises ist.

## Demografie
Bei der Volkszählung 2016 betrug die Einwohnerzahl des Kreises 744.210. Die Alphabetisierung lag bei 90,8 Prozent der Bevölkerung. Knapp 88 Prozent der Bevölkerung lebten in urbanen Regionen.
| Zensusjahr | Einwohnerzahl |
| ---------- | ------------- |
| 2011       | 624.440       |
| 2016       | 744.210       |